# Tedania microrhaphidophora
Tedania microrhaphidophora är en svampdjursart som beskrevs av Burton 1935. Tedania microrhaphidophora ingår i släktet Tedania och familjen Tedaniidae. Inga underarter finns listade i Catalogue of Life.